# L'Aiguillon-sur-Mer
L'Aiguillon-sur-Mer és un municipi francès, situat al departament de Vendée i a la regió del País del Loira.